# Mohammad Shafi Qureshi

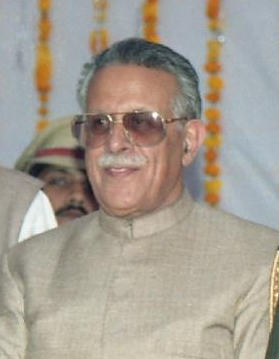
Mohammad Shafi Qureshi, 1997

Mohammad Shafi Qureshi (* 24. November 1929 in Srinagar; † 28. August 2016 in Neu-Delhi) war ein indischer Politiker. Er war Mitgründer der Kongresspartei im indischen Bundesstaat Jammu und Kashmir und mehrfach stellvertretender Minister und Minister der indischen Zentralregierung sowie Gouverneur in vier indischen Bundesstaaten.

## Leben
Qureshi besuchte die Grundschule einer christlichen Mission, anschließend die Hadow Memorial High School und das Sri Amar Singh College in seiner Heimatstadt Srinagar. In den 1950er Jahren studierte er dann Rechtswissenschaften an der Aligarh Muslim University. Er begann dann eine Karriere als Rechtsanwalt mit Zulassung zum Jammu and Kashmir High Court.
Früh engagierte sich Qureshi auch politisch. Er gehörte zu den Gründern der Kongresspartei im Bundesstaat Jammu und Kashmir. 1965 wurde er für den Bundesstaat in die Rajya Sabha, die zweite Kammer des indischen Parlaments gewählt. 1971 wählte man ihn für den Distrikt Anantnag in die erste Kammer des Parlaments Lok Sabha. Von 1966 bis 1969 war Qureshi stellvertretender Minister für Handel, von 1969 bis 1971 stellvertretender Minister für Stahl und Schwerindustrie und anschließend bis 1977 stellvertretender Minister für Bahnwesen. 1977 wurde er Minister für Tourismus und Zivilluftfahrt und war in dieser Funktion bis 1979 tätig.
Von 1991 bis 1993 war Qureshi Gouverneur von Bihar und übernahm währenddessen interimsweise zweimal im Jahr 1992 auch das Amt des Gouverneurs von Westbengalen. Von 1993 bis 1998 war er Gouverneur von Madhya Pradesh und übernahm in dieser Zeit zweimal, 1996 und 1998, auch interimsweise das Amt des Gouverneurs von Uttar Pradesh.
Qureshi war verheiratet und hatte zwei Söhne und zwei Töchter.